# Protogine

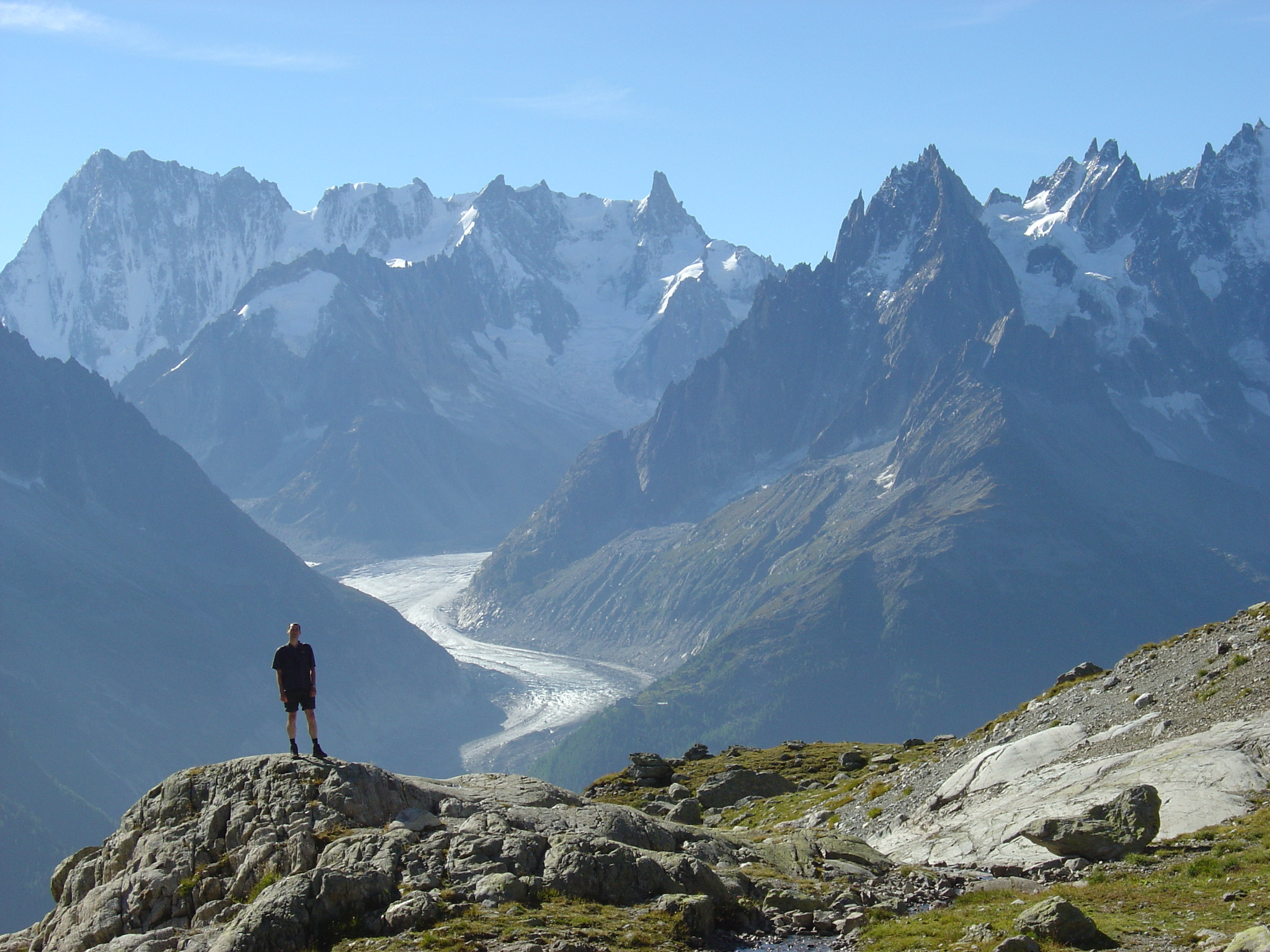
Le massif du Mont Blanc contient beaucoup de protogine.

La protogine est un granite ne contenant pas de mica. Comme tout granite, il contient notamment du quartz et du feldspath, mais également de la chlorite. Il est plus ou moins métamorphisé et schisteux. On en rencontre dans le massif du Mont-Blanc et le massif du Pelvoux. Il s'agit d'une roche porphyroïde, ce qui signifie que de grands cristaux de taille centimétrique (1 à 5 cm ou plus) sont dispersés parmi des cristaux bien plus petits (de cinq à dix fois).

## Étymologie
Le mot protogine est constitué de  proto-, antérieur en grec et de ‑gine, tiré du grec gignesthai signifiant naître. 